# 滝川利錦
滝川 利錦（たきがわ としかね）は、江戸時代前期の旗本。旧片野藩主滝川家第4代当主。初名は利昌（としまさ）。通称は左兵衛、式部、官位は従五位下、若狭守、長門守、越前守、隠岐守。

## 生涯
寛永20年（1643年）、旗本滝川利貞の次男として生まれた。母は旧片野藩主滝川正利の娘。承応3年（1654年）、初めて徳川家綱に御目見した。寛文3年（1663年）、譜代大名・旗本の庶子102人が召しだされて小姓組に入番したうちに選ばれて番士となり、寛文5年（1665年）に廩米300俵を与えられた。寛文7年（1667年）、進物番に出役した。
延宝元年（1673年）、長兄利雅が父に先立って早世したため滝川家の嗣子となり、従五位下、若狭守に叙せられた。延宝4年（1676年）、書院番組頭に昇進し、300俵を加増された。延宝5年（1677年）、父利貞死去により常陸国新治郡片野2000石および廩米1000俵を相続し、それまで給されていた廩米600俵を返上した。
延宝7年（1679年）、小姓組の番頭に昇進。天和2年（1682年）、上野国邑楽郡と下野国足利郡に合計で1000石を加増された。貞享4年（1687年）、書院番の番頭に転任。元禄2年（1689年）、徳川綱吉の御側に昇進した。元禄9年（1696年）に辞職、寄合に列した。
元禄10年（1697年）、常陸・上野・下野に散在する知行地3000石と廩米1000俵に替えて近江国の浅井、蒲生、坂田3郡のうちに4000石を与えられ、曽祖父滝川雄利以来の居所片野陣屋を去った。近江国においては陣屋を浅井郡宮部村に設けて代官を派遣し、所領を支配した。利錦以降の滝川家は近江国内4000石の大身旗本として幕末まで続く。
宝永7年（1710年）死去、享年68。

## 系譜
- 父：滝川利貞
- 母：滝川正利の娘
- 正室：服部保忠の娘 – 服部保長の長男保俊（半蔵正成の兄）の玄孫
- 生母不明の子女
  - 長女：新庄直澄室
  - 次女：滝川利元室
  - 三女
  - 長男：滝川利章（1705 - 1748） – 利元の養子。
- 養子
  - 滝川利元（1673 - 1727） – 土岐頼利（利錦の実弟）の子。遺領4000石を継ぐ。